# Olaf Pooley
Olaf Pooley, eigentlich Ole Krohn Pooley, (* 13. März 1914 in Parkstone, Poole, Dorset, England; † 14. Juli 2015 in Los Angeles) war ein britischer Schauspieler und Drehbuchautor.

## Leben und Wirken
Olaf Pooley wurde 1914 in Parkstone, einem Stadtteil von Poole, als Sohn eines britischen Vaters und einer dänischen Mutter geboren. Zuerst studierte er Architektur in London, später dann Kunst an der Académie Colarossi in Paris, wo er ein Schüler von Marcel Gromaire war. Nach dem Studium beteiligte er sich zunächst als aktiver Maler an verschiedenen Kunstausstellungen in ganz Europa. Später wandte Pooley sich der Schauspielerei zu und bekam eine feste Anstellung bei den Pinewood Studios. Danach wirkte er auf den Theaterbühnen am Londoner West End in verschiedenen Shakespeare-Stücken wie Othello und Der Sturm und als Darsteller in anderen Medien wie Film und Fernsehen mit.
Als Fernsehdarsteller war Pooley seit den 1950er Jahren in vielen britischen und amerikanischen Fernsehserien zu sehen, darunter Jason King, MacGyver und Star Trek: Raumschiff Voyager. Er spielte 1970 die Doppelrolle als Stahlmann in der vierten Staffel der Serie Doctor Who in sieben Episoden. Daneben begann Pooley zudem auch als Drehbuchautor tätig zu werden und schrieb das Drehbuch für den 1971 erschienenen Horrorfilm Schmelztiegel des Grauens (Original: The Corpse), in welchem Michael Gough und Yvonne Mitchell die Hauptrollen spielten. 1979 wurde der Film Horror-Baby (The Godsend) basierend auf seinem Drehbuch veröffentlicht. 1982 folgte der Fernsehfilm Robbers of the Sacred Mountain, auch bekannt als Der verlorene Schatz von Cavette. Eine weitere, jedoch unerwähnte Beteiligung als Drehbuchautor hatte Pooley 1985 bei dem Science-Fiction-Film Lifeforce – Die tödliche Bedrohung.
1946 heiratete Pooley die Schauspielerin Irlin Hall. Mit ihr bekam er zwei Kinder, die Schauspielerin Kirstie Pooley (* 1954) und den Comedian Seyton Pooley. Nach der Trennung von Hall heiratete Pooley 1982 die Regisseurin Gabrielle Beaumont. Später lebte er auch von seiner zweiten Ehefrau getrennt. 1986 immigrierte Pooley in die Vereinigten Staaten und war seitdem in Südkalifornien wohnhaft. Dort begann er wieder als Maler aktiv zu werden und eröffnete ein eigenes Kunststudio in Santa Monica. Seit dem Tod von Zohra Segal war Pooley mit 100 Jahren der älteste noch lebende Doctor-Who-Darsteller. Pooley war mit dem Schauspieler Alec Guinness bis zu dessen Tod im Jahr 2000 befreundet.
Olaf Pooley starb am 14. Juli 2015 im Alter von 101 Jahren.

## Filmografie

### Darsteller
- 1949: The Huggetts Abroad
- 1949: The Case of Thomas Pyke
- 1949: The Lost People
- 1949: Summer Day’s Dream
- 1950: Ihren Mord soll sie haben (She Shall Have Murder)
- 1950: Lebensgefährlich (Highly Dangerous)
- 1951: Hell is Sold Out
- 1952: The Woman’s Angle
- 1952: Portrait by Rembrandt (Fernsehfilm)
- 1952: Ein Fressen für die Fische (Gift Horse)
- 1952: Streng geheim (Top Secret)
- 1956: The Gamma People
- 1956: Der eiserne Unterrock (The Iron Petticoat)
- 1956: Anastasia
- 1957: Der Mann im Feuer (Windom’s Way)
- 1959: Der Wahlk(r)ampf (Left Right and Centre)
- 1960: Die letzte Fahrt der Bismarck (Sink the Bismarck)
- 1962: The Password Is Courage
- 1962: The Battleaxe
- 1966: Naked Evil
- 1969: Mörder GmbH (The Assassination Bureau)
- 1969: Destiny of a Spy
- 1979: Atom Spies
- 1979: Charlie Muffin
- 1984: Vier auf der Flucht (Gone are the Dayes) (Fernsehfilm)
- 1985: Wallenberg: A Hero’s Story (Fernsehfilm)
- 1996: Beastmaster – Das Auge des Braxus (Beastmaster III: The Eye of Braxus) (Fernsehfilm)
- 2001: An Evening with Rosanne Seaborn (Fernsehfilm)

### Drehbuch
- 1971: The Johnstown Monster
- 1971: Schmelztiegel des Grauens (The Corpse)
- 1980: Horror-Baby (The Godsend)
- 1982: Robbers of the Sacred Mountain
- 1985: Lifeforce – Die tödliche Bedrohung (Lifeforce)